# Prionomyrmecinae
Prionomyrmecinae é uma subfamília de
formigas, pertencente a família Formicidae.

## Gênero
- Gênero Prionomyrmex